# Duindigt
El Duindigt es una finca en Wassenaar, cerca de La Haya, en los Países Bajos que posee algunas casas privadas, y un espacio para las carreras de caballos. La finca está situada entre La Haya y Wassenaar sobre el territorio de Wassenaars. La finca consta de Duindigt cuya mitad norte sigue siendo de la familia Jochems. La parte sur de la finca se compone de varias propiedades. Actualmente, se realizan principalmente carreras de trote aunque también se disputan algunas carreras de galope y de caballos árabes durante el año.